# NSÍ Runavík
Nes Sóknar Ítróttarfelag, dat beter bekend staat als NSÍ, is een voetbalclub uit Runavík, een plaats op de Faeröer. De vereniging werd op 24 maart 1957 opgericht en is een vaste waarde in de Meistaradeildin, de hoogste klasse. De traditionele kleuren van NSÍ zijn geel-zwart.

## Geschiedenis
In 1972 werd een sportpark in Runavík in gebruik genomen, dat later ook van kunstgras werd voorzien, zoals heden ten dage gebruikelijk is op de eilandengroep.

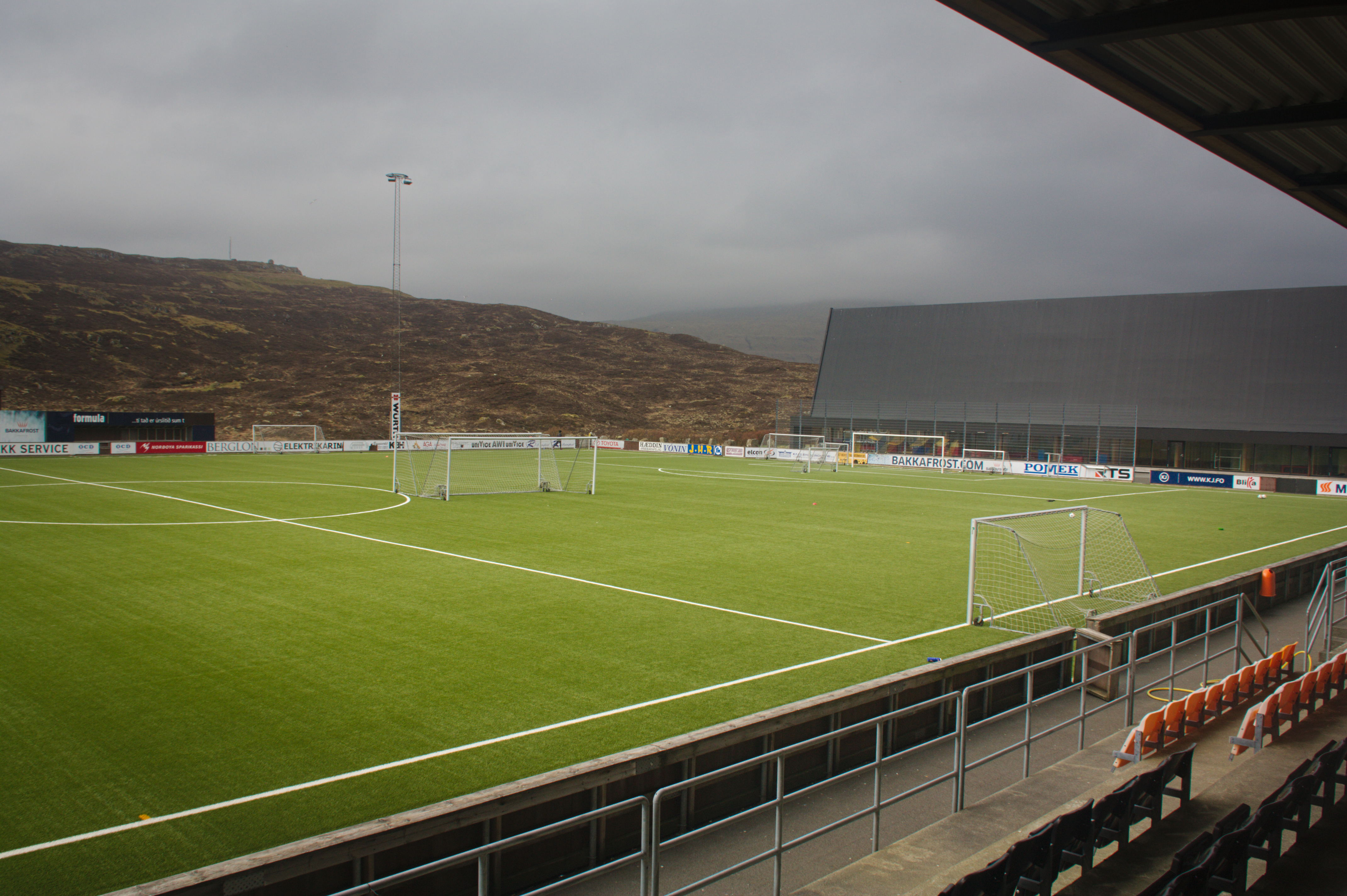
Het sportpark van NSÍ heet Við Løkin.

In de eerste vier decennia speelde men op verschillende niveaus, maar vanaf 1997 spelen de geel-zwarten onafgebroken op het hoogste niveau. In 2003 mocht NSÍ voor het eerst Europees voetbal spelen, maar het kwam nooit verder dan de eerste voorronde van een Europees voetbaltoernooi. Van de 28 duels in Europa won men er slechts drie. In het seizoen 2020/21 overleefde men voor het eerst een kwalificatieronde.
In 2007 won de club voor het eerst de landstitel, waardoor men voor het eerst in de UEFA Champions League zou uitkomen. Bij het debuut verloor NSÍ echter over twee wedstrijden van het Georgische Dinamo Tbilisi. Thuis werd weliswaar met 1-0 gewonnen, maar in Georgië verloor het kansloos met 3-0.
NSÍ won drie keer de Faeröerse voetbalbeker, in 2017 voor het laatst, toen B36 Tórshavn met 0-1 in het Tórsvøllur verslagen werd.

## Mannen

### Erelijst
Landskampioen (1x)
2007
Beker van de Faeröer
winnaar (3x) in 1986, 2002, 2017
finalist (4x) in 1980, 1985, 1988, 2004
Supercup van de Faeröer (1x)
2008
1. deild (5x)
1978, 1983, 1990, 1993, 1996

### Eindklasseringen
| 1 |

| 7 |

| 4 |

| 1 |

| 8 |

| 4 |

| 6 |

| 2 |

| 1 |

| 7 |

| 6 |

| 4 |

| 4 |

| 10 |

| 3 |

| 1 |

| 8 |

| 10 |

| 1 |

| 6 |

| 10 |

| 1 |

| 6 |

| 5 |

| 5 |

| 4 |

| 5 |

| 2 |

| 4 |

| 7 |

| 4 |

| 5 |

| 1 |

| 4 |

| 4 |

| 3 |

| 4 |

| 7 |

| 4 |

| 4 |

| 2 |

| 3 |

| 4 |

| 2 |

| 3 |

| 2 |

| 4 |

| 9 |

| 2 |

| 4 |

| Niveau 1 | Niveau 2 | Niveau 3 |

Niveau 1 kende in de loop der tijd meerdere namen, meestal vanwege de hoofdsponsor. Zie Meistaradeildin#Competitie.

### In Europa
NSÍ Runavík speelt sinds 2003 in diverse Europese competities. Hieronder staan de competities en in welke seizoenen de club deelnam:
- Champions League (1x)

2008/09
- Europa League (10x)

2009/10, 2010/11, 2011/12, 2012/13, 2015/16, 2016/17, 2017/18, 2018/19, 2019/20, 2020/21
- Conference League (2x)

2021/22, 2025/26
- UEFA Cup (2x)

2003/04, 2005/06
- Intertoto Cup (1x)

2004

## Vrouwen
Het eerste vrouwenteam van NSÍ speelde acht keer zelfstandig op het hoogste niveau in de 1. Deild voor vrouwen, in 2009, 2012 en 2013 in een gecombineerd team met B68 Toftir.